# Latiphea plana
Latiphea plana is een vlinder uit de familie spinneruilen (Erebidae). De wetenschappelijke naam is voor het eerst geldig gepubliceerd in 1890 door Swinhoe.
De soort komt voor in tropisch Afrika.